# Pałac Pod Karczochem w Warszawie
Pałac Pod Karczochem, również pałac Marconich – pałacyk znajdujący się w Warszawie w Alejach Ujazdowskich 14.

## Historia
Budynek został wzniesiony w latach 1845–1846 według projektu Antonia Corazziego w stylu neogotyckim.
Na miejscu pałacu znajdował się wcześniej pawilon ogrodowy z końca XVIII wieku, którego właścicielem był Szymon Bogumił Zug. Nazwa budynku pochodzi od kształtu ozdoby dachu. Był on nakryty kopułą zwieńczoną karczochem. Jego pozostałości zostały częściowo wkomponowane w bryłę pałacu zaprojektowanego przez Corazziego.
Pierwszym właścicielem był radca dworu Jan Kanty Sokołowski. W latach 1884–1886 pałacyk został rozbudowany przez Leandra Marconiego dla syna Henryka.
W latach okupacji niemieckiej budynek zajmowała placówka NSDAP (1941–1945). Bezpośrednio po niej użytkownikiem pałacu była Polska Partia Robotnicza (1945–1946), następnie Towarzystwo Przyjaźni Polsko-Radzieckiej (1946–1947), ambasada Korei Północnej (1947–1984). Od chwili przemian ustrojowych pozostaje własnością rodziny Stanisława Komorowskiego. W latach 1992–2002 mieścił Przedstawicielstwo Unii Europejskiej; od 2006 jest siedzibą ambasady Litwy.